# Algámitas
Algámitas ist eine Gemeinde und ein Dorf in der Provinz Sevilla in Spanien mit 1.241 Einwohnern (Stand: 2024). Sie liegt in der Comarca Sierra Sud in Andalusien.

## Geografie
Algámitas liegt im südlichen Teil der Provinz Sevilla, an der Grenze zu den Provinzen Cádiz und Málaga. Sie wird vom Arroyo de Ballesteros del Membrillar durchquert, einem Nebenfluss des Corbones, der die nordöstliche Grenze der Gemeinde markiert. Die Gemeinde grenzt an Cañete la Real, Olvera, Pruna, El Saucejo und Villanueva de San Juan.

## Geschichte
Die Gemeinde ist seit der vorrömischen Zeit besiedelt. In der römischen Zeit hieß es Silicens und lag an einer Römerstraße. In der Zeit von Al-Andalus wurde hier Obst und Gemüse angebaut. Nach der Eroberung durch die Christen kam das Gebiet an den Orden von Calatrava und später an das Herzogtum Osuna. 1852 wurde es eine von Pruna unabhängige Gemeinde.

## Sehenswürdigkeiten
- Felsen Peña de Algámita